# Rania Elwani
Rania Elwani, née le 14 octobre 1977 au Caire, est une nageuse et une femme politique égyptienne.
Elle est membre du Comité international olympique de 2004 à 2012.
Elle entre le 31 décembre 2015 à la Chambre des représentants.
Rania fait partie du collectif des Champions de la Paix de Peace and Sport, collectif de plus de 100 sportifs de haut niveau engagés personnellement en faveur du mouvement de la paix par le sport. Lors du 9ème Forum International Peace and Sport, Rania Elwani, était speaker lors de la session “Nouveaux arrivants: Le sport comme accélérateur d’intégration”. 

## Palmarès

### Championnats d'Afrique
- Championnats d'Afrique 1990 à Tunis[1]
  -  Six médailles d'argent
  -  Quatre médailles de bronze

### Jeux africains
- Jeux africains de 1991 au Caire
  -  Médaille d'or du 50 mètres nage libre
  -  Médaille d'or du 100 mètres nage libre
  -  Médaille d'or du 200 mètres nage libre
  -  Médaille d'or du 400 mètres nage libre
  -  Médaille d'argent du 200 mètres quatre nages
  -  Médaille de bronze du 100 mètres dos
- Jeux africains de 1995 à Harare
  -  Médaille d'or du 50 mètres nage libre
  -  Médaille d'or du 100 mètres nage libre
  -  Médaille d'or du 200 mètres nage libre
  -  Médaille d'argent du 100 mètres dos
  -  Médaille d'argent du 100 mètres papillon
  -  Médaille d'argent du 4 × 200 mètres nage libre
  -  Médaille de bronze du 4 × 100 mètres nage libre
  -  Médaille de bronze du 4 × 100 mètres quatre nages
- Jeux africains de 1999 à Johannesbourg
  -  Médaille d'or du 50 mètres nage libre
  -  Médaille d'argent du 100 mètres nage libre
  -  Médaille d'argent du 200 mètres nage libre

### Jeux méditerranéens
- Jeux méditerranéens de 1997 à Bari
  -  Médaille d'or du 50 mètres nage libre
  -  Médaille d'or du 100 mètres nage libre
  -  Médaille d'argent du 200 mètres nage libre

### Jeux panarabes
- Jeux panarabes de 1997 à Beyrouth
  -  Médaille d'or du 50 mètres nage libre
  -  Médaille d'or du 100 mètres nage libre
  -  Médaille d'or du 200 mètres nage libre
  -  Médaille d'or du 400 mètres nage libre
  -  Médaille d'or du 800 mètres nage libre
  -  Médaille d'or du 100 mètres dos
  -  Médaille d'or du 200 mètres dos
  -  Médaille d'or du 200 mètres quatre nages
  -  Médaille d'or du 4 × 100 mètres nage libre
  -  Médaille d'or du 4 × 200 mètres nage libre
  -  Médaille d'or du 4 × 100 mètres quatre nages
  -  Médaille d'argent du 100 mètres papillon

- Jeux panarabes de 1999 à Amman
  -  Médaille d'or du 50 mètres nage libre
  -  Médaille d'or du 100 mètres nage libre
  -  Médaille d'or du 200 mètres nage libre
  -  Médaille d'or du 400 mètres nage libre
  -  Médaille d'or du 50 mètres dos
  -  Médaille d'or du 100 mètres dos
  -  Médaille d'or du 200 mètres dos
  -  Médaille d'or du 50 mètres papillon
  -  Médaille d'or du 100 mètres papillon
  -  Médaille d'or du 200 mètres quatre nages

### Championnats d'Afrique juniors
- Championnats d'Afrique juniors 1988 à Harare[3]
  -  Médaille d'or du 50 mètres nage libre
  -  Médaille d'or du 100 mètres nage libre
  -  Médaille d'or du 50 mètres dos
  -  Médaille d'or du 100 mètres dos
  -  Médaille d'or du 4 × 100 mètres nage libre